# Nazarbegim Muborakshoeva
Nazarbegim Muborakshoeva (née en 1952 dans le district de Rushon et morte en juillet 2020) est une femme politique tadjike.
En mars 2000, lors de l'élection de la première assemblée nationale du Tadjikistan elle devient adjointe à la présidence de l'assemblée,. Elle siège au sein de l'assemblée jusqu'en 2005.
Elle a par ailleurs occupé le poste de maire de Khorog à partir de 2007,.
Elle meurt en juillet 2020 à 68 ans,.